# Eka Darville
Eka Darville é um ator australiano, mais conhecido por ter interpretado  Scott Truman, Ranger Operador Série Vermelho na série Power Rangers: RPM.

## Biografia
Eka estudou no instituto de Byron Bay. Actualmente vive entre Byron Bay e Sydney. Pratica skateboard e surf.

## Carreira
Em 2008 Eka obteve seu primeiro papel importante na televisão quando interpretou o surfista Adam Bridge na terceira temporada da serie de televisão australiana Blue Water High.
Em 2009 Eka participou no elenco da série infantil Power Rangers RPM onde interpretou Ranger Operador Série Vermelho Scott Truman.
Um ano depois em 2010 apareceu como personagem recorrente na série Spartacus: Blood and Sand, onde interpretou Pietros, um escravo homossexual.
Nesse mesmo ano participou na na experiência de Deya Dova ao vivo, de um espetáculo de baile de 3 pecas.
Em 2013 participou no elenco recorrente da série The Originals onde interpretou Diego, um vampiro.
No final de fevereiro de 2015 foi anunciado que Eka foi convidado para o elenco da nova série A.K.A. Jessica Jones onde interpretá  Malcolm, o vizinho de Jessica Jones.

## Filmografia

### Séries de televisão
| Ano         | Título                    | Personagem   | Notas                    |
| ----------- | ------------------------- | ------------ | ------------------------ |
| 2015 - 2019 | A.K.A. Jessica Jones      | Malcolm      | 39 episódios             |
| 2015        | Empire                    | Ryan Morgan  | 5 episódios              |
| 2013 - 2014 | The Originals             | Diego        | 13 episódios             |
| 2013        | The Vampire Diaries       | Diego        | episódio "The Originals" |
| 2011        | Terra Nova                | Max Pope     | 3 episódios              |
| 2011        | The Elephant Princess     | Taylor       | 27 episódios             |
| 2010        | Spartacus: Blood and Sand | Pietros      | 6 episódios              |
| 2009        | Power Rangers: RPM        | Scott Truman | 32 episódios             |
| 2009        | Blue Water High           | Adam Bridge  | 26 episódios             |
| 2008        | East of Everything        | Skater       | episódio "Viola Baby"    |
| 2002        | Sleep Over Club           | -            | como extra               |

### Filmes
| Ano  | Título                           | Personagem       | Notas                                                                                            |
| ---- | -------------------------------- | ---------------- | ------------------------------------------------------------------------------------------------ |
| 2013 | Blink                            | Fisher           | junto a Johnny Simmons, Madeline Carroll, Sarah Smyth e Brian Markinson                          |
| 2012 | Power Rangers Samurai: The Movie | Scott Truman     | junto de Alex Heartman, Najee De-Tiege, Erika Fong Hector David Jr.                              |
| 2012 | Mister Pip                       | Pip              | junto de Hugh Laurie e Florence Korokoro                                                         |
| 2012 | The Sapphires                    | Hendo            | junto de Chris O'Dowd, Deborah Mailman, Jessica Mauboy, Rhys Muldoon, Shari Sebbens e Beau Brady |
| 2012 | Shelter                          | Bobby Repeta     | junto de Zachary Abel, Scott Eastwood, Malese Jow e Hannah New                                   |
| 2006 | Answered by Fire                 | Takish           | junto de Stephanie Meehan                                                                        |
| -    | Nim's Island                     | Jovem na Batería | -                                                                                                |

### Aparições
| Ano | Anuncio           | Notas                        |
| --- | ----------------- | ---------------------------- |
| -   | Wii Sports Resort | anúncio de Nintendo Wii Game |